# Lincoln Park Patriots
Die Lincoln Park Patriots waren ein US-amerikanisches Eishockeyfranchise der All-American Hockey League aus Lincoln Park, Michigan. 

## Geschichte
Die Lincoln Park Patriots nahmen zur Saison 1988/89 als Expansionsteam den Spielbetrieb in der All-American Hockey League auf. In ihrer einzigen Spielzeit belegte die Mannschaft den dritten Platz nach der regulären Saison und wies mit nur 16 Punkte in 28 Spielen eine deutlich negative Bilanz auf. Als die AAHL im Anschluss an die Spielzeit aufgelöst wurde, stellten auch die Lincoln Park Patriots den Spielbetrieb ein. 

## Saisonstatistik
Abkürzungen: GP = Spiele, W = Siege, L = Niederlagen, T = Unentschieden, OTL = Niederlagen nach Overtime SOL = Niederlagen nach Shootout, Pts = Punkte, GF = Erzielte Tore, GA = Gegentore, PIM = Strafminuten
| Saison  | GP | W | L  | T | OTL | SOL | Pts | GF  | GA  | Platz    | Playoffs |
| 1988–89 | 28 | 7 | 19 | 2 | —   | —   | 16  | n/a | n/a | 3., AAHL |          |